# مرکزشهر لانگ بیچ
لانگ بیچ مرکزی قلب لانگ بیچ ، کالیفرنیا ، ایالات متحده است. این مکان ، موقعیت اکثر جاذبه های عمده توریستی شهر ، خدمات شهری و کسب و کار های متعدد می‌باشد. بسیاری هتل ها و رستوران ها در این منطقه واقع است که به افراد بومی ، گردشگران و بازدید کنندگان مراسمات سنّتی خدمات ارائه می‌نماید.